# 1987 aux États-Unis
Pour des articles plus généraux, voir Chronologie des États-Unis et 1987.
Chronologie des États-Unis
- 1983
- 1984
- 1985
- 1986
- 1987
- 1988
- 1989
- 1990
- 1991

Cette page concerne des événements d'actualité qui se sont produits durant l'année 1987 du calendrier grégorien aux États-Unis.

## Gouvernement
- Président : Ronald Reagan
- Vice-président : George H. W. Bush
- Secrétaire d'État : George Shultz
- Chambre des représentants - Président : Tip O'Neill   (Parti démocrate) jusqu'au 3 janvier, puis  Jim Wright (Parti démocrate)

## Événements
- 22 février : Accords du Louvre. Les membres du G7 se mettent d'accord pour stopper leur intervention sur le marché des changes qui provoque une forte dépréciation du dollar et une hausse de l'inflation aux États-Unis. Mais le non suivi des accords par les pays signataires provoque une hausse brutale des taux d'intérêt, à l'origine du krach d'octobre.
- 2 avril : The Surface Transportation and Uniform Relocation Assistance Act. Réduction de la vitesse sur autoroute à 65 miles/h (105 km/h) pour réduire la consommation et donc les importations de pétrole.
- 5 août :  Airport and Airway Trust Fund Extension, les droits d'accises sont étendus au transport aérien.

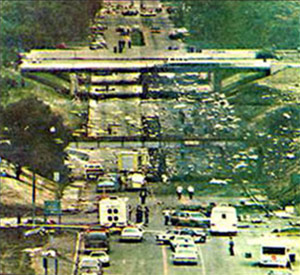
Le site du crash du Vol 255 Northwest Airlines.

- 16 août : un Douglas DC-9 de la Northwest Airlines, opérant le vol 255, s’écrase sur une autoroute après avoir heurté un pont peu après le décollage de Détroit : 156 morts dont deux automobilistes[1].
- 19 octobre : krach d'octobre 1987 des marchés de taux d'intérêt et d'actions, dit parfois « lundi noir ». Le Dow Jones, indice de la Bourse de New York, chute de 508 points, soit 22 % en une journée. Ruée sur le dollar, panique des actionnaires.
- 7 - 10 décembre : première visite aux États-Unis de Gorbatchev.
- 8 décembre : sommet de Washington. signature du Traité sur les forces nucléaires à portée intermédiaire entre le président Ronald Reagan et Mikhaïl Gorbatchev. Accord sur les Euromissiles (Intermediate-Range Nuclear Forces Treaty). L’URSS, qui dispose en Europe d’un stock de missiles beaucoup plus important que l’OTAN, fait davantage de concessions (ne porte que sur 4 % [autre source de 15 %] de l'armement nucléaire).
- 22 décembre : Omnibus Budget Reconciliation Act. Hausse des taxes sur les dividendes. La taxe sur le téléphone est étendu aux médias. Limitation des prêts immobiliers. Hausse de 5 % des cotisations sociales. L'impôt sur le revenu est réduit à 2 tranches, la première est augmentée de 11 à 15 % et la seconde passe à 28 %.
- Un tribunal de Floride accuse le dictateur du Panama Manuel Noriega de trafic de drogue.

## Économie et société
- L’économie des États-Unis résiste au krach, contenu par une politique d’émission monétaire, par des rachats massifs d’actions qui font remonter les cours, par le rôle sécurisant des filets protecteurs hérités des années 1930 (garantie fédérale des dépôts bancaires, systèmes d’assurance de la Sécurité sociale) et par la généralisation des foyers à deux salaires.
- Hausse des moyens financiers de l'IRS (fisc américain).
- 6,0 % de chômeurs
- 3,9 % de déficit public

### Oscars
- Meilleur film :
- Meilleur réalisateur :
- Meilleur acteur :
- Meilleure actrice :
- Meilleur film documentaire :
- Meilleure musique de film :
- Meilleur film en langue étrangère :

## Naissances en 1987
- 14 février : Joe Pichler, acteur et disparu en 2006.
- 20 mai : Kristopher Van Varenberg, acteur et fils de Jean-Claude Van Damme.

## Décès en 1987
- 12 octobre : Alf Landon, gouverneur du Kansas de 1933 à 1937 et malheureux candidat à l'élection présidentielle en 1936 contre Franklin Delano Roosevelt. (° 9 septembre 1887)
- 1er décembre : James Baldwin, écrivain Afro-américain, romancier, poète, auteur de nouvelles, de théâtre, d’essais. (° 2 août 1924)